# Za Rzeką (Bojanów)
Za Rzeką – część wsi Bojanów w Polsce położona w województwie podkarpackim, w powiecie stalowowolskim, w gminie Bojanów.
W latach 1975–1998 Za Rzeką administracyjnie należało do województwa tarnobrzeskiego.